# Monte Hutt

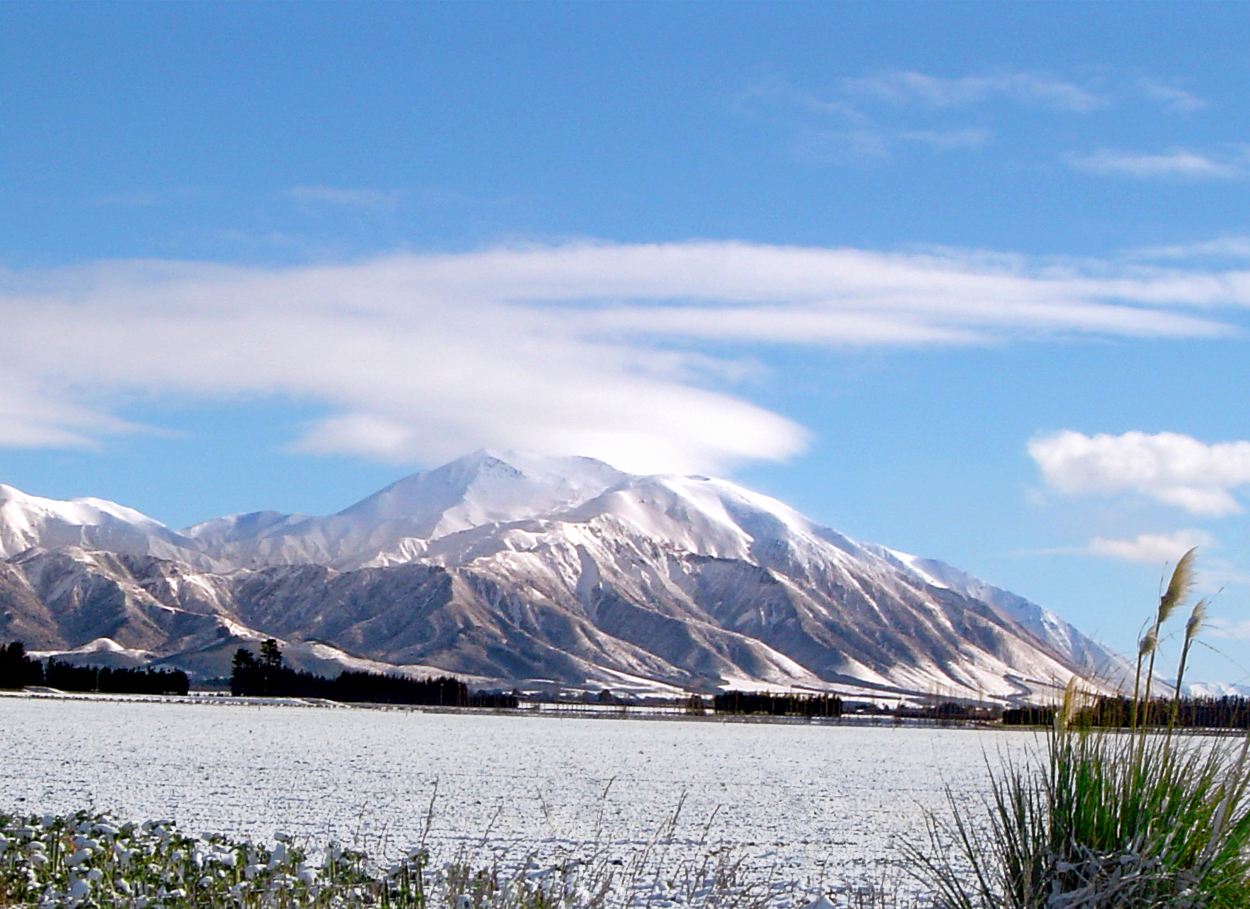
Monte Hutt

O Monte Hutt está localizado a oeste das planícies de Canterbury, na Ilha Sul, Nova Zelândia.